# Bergstroemia sotniki
Bergstroemia sotniki är en ringmaskart som först beskrevs av Averincev 1972.  Bergstroemia sotniki ingår i släktet Bergstroemia och familjen Phyllodocidae. Inga underarter finns listade i Catalogue of Life.